# Michał Lipcsey-Steiner
Michał Steiner, właśc. Mihály Steiner, także Lipcsey-Steiner (ur. 4 kwietnia 1897 w Léva, zm. 9 sierpnia 1943 w Fayed) – major piechoty Wojska Polskiego, działacz niepodległościowy, kawaler Orderu Virtuti Militari, z pochodzenia Węgier, pisarz i działacz społeczny.

## Życiorys
Urodził się jako Mihály Steiner 4 kwietnia 1897 w Léva. Z pochodzenia był Węgrem. Był synem Aleksandra i Alicji z domu Spiz, wyznania ewangelicko-augbsurskiego.
Podczas I wojny światowej od 1914 służył w szeregach Legionach Polskich. Był żołnierzem 3 pułku piechoty, 4 pułku piechoty, 2 pułku piechoty. W 1917 kształcił się w szkole oficerskiej, a następnie był internowany w Maramarossziget. Później wcielony do armii austriackiej i wysłany na front włoski, służąc w 5 pułku inżynierii od sierpnia 1917 do kresu wojny w listopadzie 1918.
Po odzyskaniu przez Polskę niepodległości został przyjęty do Wojska Polskiego. Od końca 1918 służył w 2 pułku piechoty Legionów w stopniu podporucznika. W lutym 1919 został awansowany na stopień porucznika piechoty ze starszeństwem z dniem 1 czerwca 1919. Na przełomie 1919/1920 uczestniczył w wojnie polsko-bolszewickiej, pełnił funkcję dowódcy oddziału zwiadowczego 3 Dywizji Piechoty Legionów. Po wojnie pozostał zawodowym oficerem armii polskiej, będąc jedynym Węgrem w tej służbie. Do lipca 1920 był oficerem 2 pułku piechoty Legionów. Od lipca 1922 służył w 77 pułku piechoty w Lidzie. Od kwietnia 1925 był żołnierzem 86 pułku piechoty. Od grudnia 1925 służył w 71 pułku piechoty. Od maja 1926 służył w Naczelnym Dowództwie lub Generalnym Inspektoracie Sił Zbrojnych. 12 kwietnia 1927 prezydent RP nadał mu stopień kapitana z dniem 1 stycznia 1927 i 4. lokatą w korpusie oficerów piechoty. W lutym 1928 został przeniesiony z Centrum Wyższych Studiów Wojskowych do 60 pułku piechoty w Ostrowie Poznańskim. Od lutego 1930 do listopada 1938 był oficerem 80 pułku piechoty w Słonimiu. W nocy z 28 na 29 września 1934 w kawiarni „Paradis” w Warszawie sprowokował awanturę z kapralem podchorążym Witoldem Szyszkowskim ze Szkoły Podchorążych Lotnictwa w Dęblinie. Interweniującemu oficerowi kontrolnemu Komendy Miasta, kapitanowi Ignacemu Raczkowskiemu oświadczył, że jest oficerem przydzielonym do Oddziału II SG (kurierem dyplomatycznym), co nie było prawdą. Na stopień majora został awansowany ze starszeństwem z 1 stycznia 1936 i 56. lokatą w korpusie oficerów piechoty.
Dokonał ewidencji węgierskich żołnierzy Legionów Polskich w I wojnie światowej. Pod koniec lat 20. podjął się przekładu na język węgierski publikacji pt. Rok 1920 autorstwa Marszałka Józefa Piłsudskiego, wydanego w 1934. Pełnił rolę pośrednika w kontaktach pomiędzy Związkiem Legionistów Polskich a Węgrami. Udzielał się w działalności Towarzystwa Polsko-Węgierskiego. W 1934 wydał na Węgrzech własną publikację zatytułowaną Wielki Marszałek Polski Józef Piłsudski oraz dokonał przekładu dzieł Marszałka pt. Moje pierwsze boje. W 1937 wydał pracę pt. Marszałek Śmigły-Rydz. Ponadto wygłaszał w ojczyźnie odczyty na temat obu polskich marszałków. W 1935 otrzymał tytuł członka honorowego Koła Pisarzy Akademii Węgierskiej.
Od listopada 1938 był dowódcą I batalionu 67 pułku piechoty w Brodnicy. Na tym stanowisku brał udział w kampanii wrześniowej po wybuchu II wojny światowej. 17 września 1939 mianowany dowódcą 14 pułku piechoty Ziemi Kujawskiej, po którego rozbiciu przedostał się dwa dni później do stolicy. Do końca września 1939 brał udział w obronie Warszawy. Następnie krótkotrwale w niewoli, wydostał się na wolność i 6 października zgłosił do Specjalnej Jednostki Operacyjnej.
Pod koniec listopada 1939 przedostał się do Węgier, a w grudniu na obszar Francji. W marcu 1940 przybył na Węgry do służby w polskim ataszacie wojskim jako oficer wywiadu. Tam w lipcu 1940 został aresztowany przez faszystów węgierskich, po czym we wrześniu uciekł z niewoli. W październiku 1940 przedostał się do Palestyny i został oficerem Polskich Sił Zbrojnych na Zachodzie. Od października 1940 służył w ośrodku szkoleniowym, od kwietnia 1941 w centrum zbiorczym. W późniejszym czasie był leczony. Zmarł 9 sierpnia 1943 w Fayed na ziemi egipskiej. Został pochowany na cmentarzu wojskowym w Geneifa (miejsce: 5-G-1); później administracyjnie położony w Fajid.
Był żonaty z Zofią Tokarczyk.

## Ordery i odznaczenia
- Krzyż Srebrny Orderu Wojskowego Virtuti Militari nr 5927 – 1921[3][4]
- Krzyż Niepodległości – 9 listopada 1931 „za pracę w dziele odzyskania niepodległości”[24]
- Krzyż Kawalerski Orderu Odrodzenia Polski – 1938 „za zasługi na polu propagandy Polski zagranicą”[25]
- Krzyż Walecznych dwukrotnie[26][18]
- Złoty Krzyż Zasługi – 11 listopada 1934 „za zasługi na polu pracy naukowej”[27]
- Medal Pamiątkowy za Wojnę 1918–1921 – 1928[3][4]
- Srebrny Wawrzyn Akademicki – 5 listopada 1935 „za szerzenie zamiłowania do literatury polskiej i krzewienie czytelnictwa w wojsku”[28]
- Medal Dziesięciolecia Odzyskanej Niepodległości – 1928[3][4]
- Złoty Medal za Długoletnią Służbę[3][4]
- Srebrny Medal za Długoletnią Służbę
- Odznaka za Rany i Kontuzje[3]

- Krzyż Komandorski Orderu Zasługi (Węgry)[29]
- Krzyż Oficerski Orderu Zasługi (Węgry)[29]
- Medal Wolności Węgier[3]
- Medal 10 Rocznicy Wojny Niepodległościowej (Łotwa)[3]
- Medal Zwycięstwa (międzyaliancki, Francja)[3]
- Medal Obrony (Wielka Brytania)[3]
- Medal Wojny 1939–1945 (Wielka Brytania)[3]